# Лурестан
Лурестан (перс. لرستان — Lorestân) — остан (провінція) на заході Ірану. Межує з останом Хамадан на півночі, з Керманшахом на північному заході, з Меркезі на північному сході, з провінцією Ілам на заході, з Ісфаханом на сході та з Хузестаном на півдні. Площа — 28 тис. км, населення — 1 716 527 осіб. Значна частина населення належать до народу лури. Столиця — Хорремабад, інші великі міста — Боруджерд (235 тис.), Кухдашт (230 тис.), Доруд (120 тис.), Алігударз (94 тис.), Нурабад (78 тис.), Азна (50 тис.), Алаштар (30 тис.).

## Географія
Назва Лурестан означає «земля лурів». Місцевості переважно гориста, з багатьма пасмами. Гірське пасмо Загрос простягається з північного заходу на південний схід. Центральний гірський хребет має багато досить високих гір, які досягають лінії вічних снігів, піднімаючись на 13 000 футів. Там починаються багато найважливіших річок Ірану, таких як Заядеруд, Карун, Дікс, Абі тощо.
Клімат в цілому субконтинентальний, зі значними опадами зимою, які випадають у вигляді снігу. Тому що остан розташований на західних схилах гір Загрос, за кількістю опадів Лурестан має один з найбільших показників в порівнянні з будь-яким місці в Ірані на південь від гір Ельбурс. У місті Хорремабад, середньорічна кількість опадів становить 530 мм (21 дюймів) опадів, а в горах може випасти до 1 270 мм опадів. Період з червень по вересень, як правило, характеризується дуже посушливою погодою.
Є значні коливання температури в залежності від сезону та між днем і вночі. У місті Хорремабад, літні температури зазвичай знаходиться в межах від 12 °C (54 °F) до 32 °C (90 °F). Взимку температури коливаються від −2 °C (28 °F) 8 °C (46 °F).

## Адміністративний поділ
До Лурестану входять 9 шахрестанів: Азна, Алаштар, Алігударз, Боруджерд, Доруд, Кухдашт, Нурабад, Поль-Дохтар, Хорремабад.

## Економіка
Основні галузі економіки — сільське господарство, харчова, шкіряна та автомобільна промисловості, торгівля. У місті Хорремабад розташована Вільна економічна зона «Лурестан» та дослідницький центр компанії «Носа». У місті Боруджерд розташований автомобільний завод «Загросс Ходр».

## Визначні пам'ятки
У місті Хорремабад розташована фортеця Фалак-ол Афлак епохи Сасанідів, в околицях — печера Яфтех. У місті Боруджерд розташовані П'ятнична та Султанська мечеті, мавзолей Джафар, гробниці Гхасема, Ібрахіма, Валіана, Заваріана та Шахзад Аболь-Хасана, Великий базар з караван-сараями та лазнями, старовинні мости та статуя Араша. Біля міста Алігударз розташовані фортеця Сайлех, пагорб Масісілан з руїнами древнього поселення, печери Тамандаре та Бехнавід, водоспад Абсефід.
У місті Маламір розташовані руїни епохи Еламу. У місті Поль-е Дохтар розташовані мосту руїни стародавнього. У місті Азна розташована гробниця Зейда і Гхасема. Також у провінції розташовані палац Рахманабад епохи Сасанідів, фортеця Шенех, гробниця Доу Хахаран, караван-сарай Гошех, міст Кашкай, водоспади Ноджіан і Сарканех.

## Галерея

### Історичні мапи
|      |
| 1863 |

|      |
| 1720 |

|           |
| 1780-1790 |

|      |
| 1831 |

|                                                |
| Лурестан у російсько-британському пакті в 1907 |

|      |
| 1875 |

|      |
| 1875 |

|           |
| 1706-1708 |

### Галерея

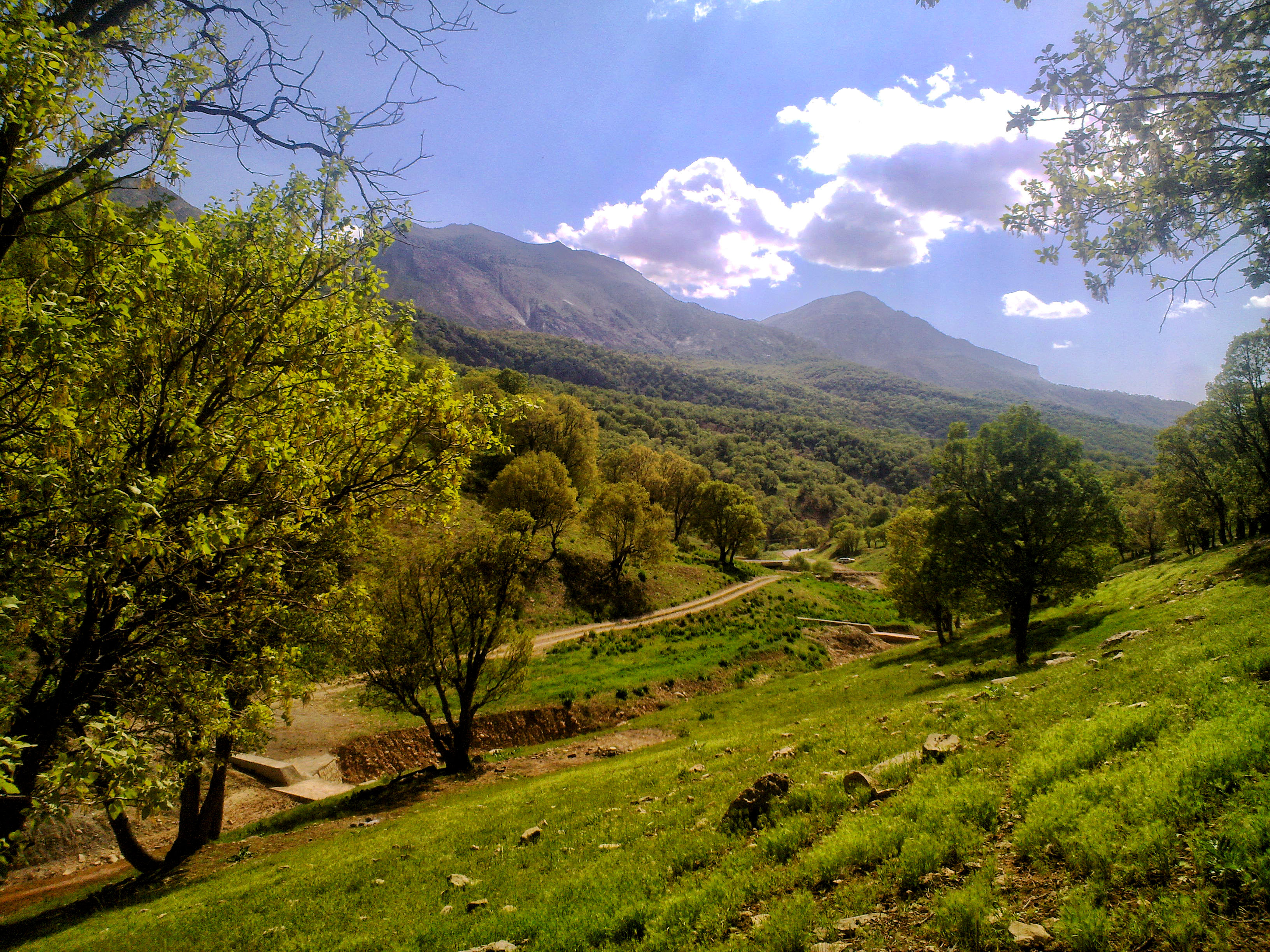
Nojian oak forest Khorramabad county
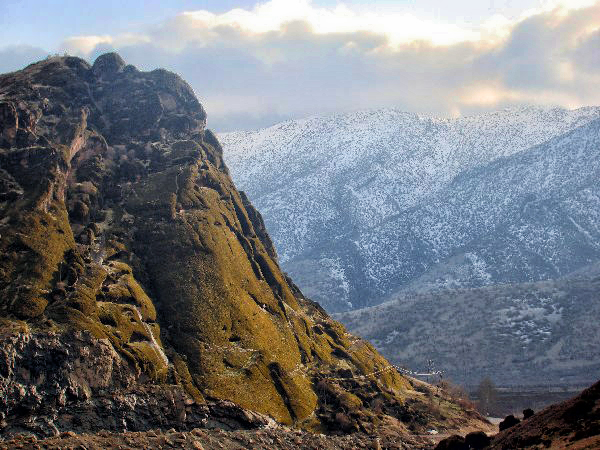
Makhmalkuh Khorramabad county
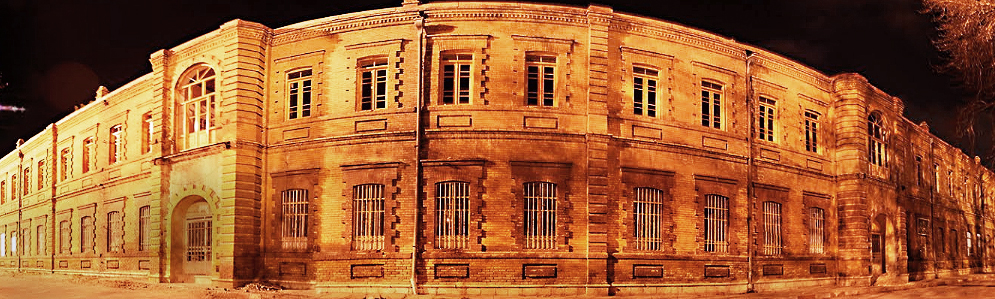
Sarbazkhane building
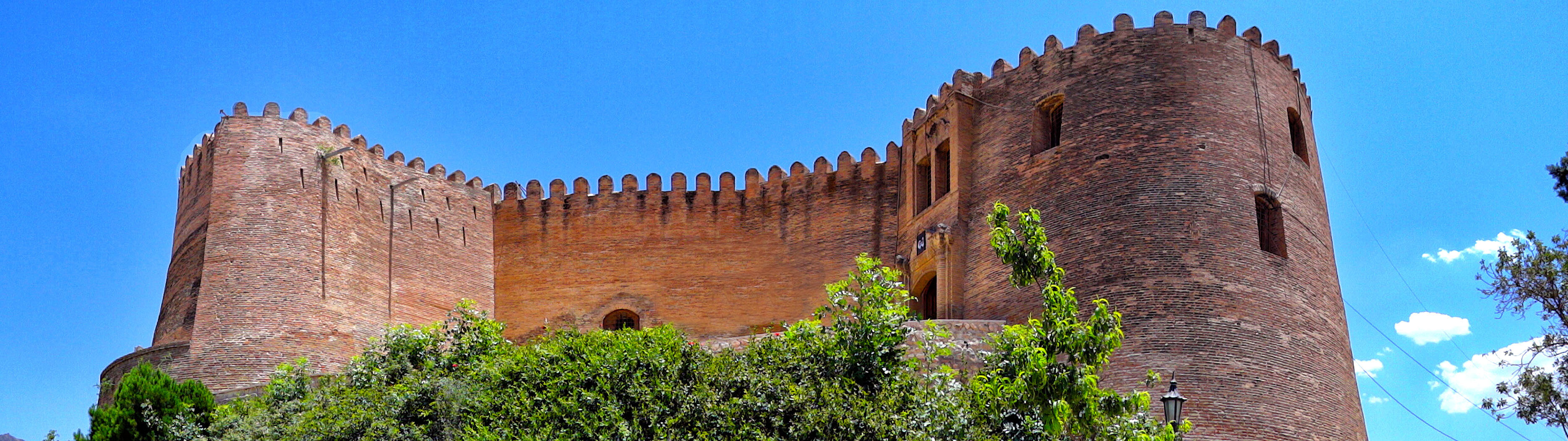
Falak ol Aflak Castle
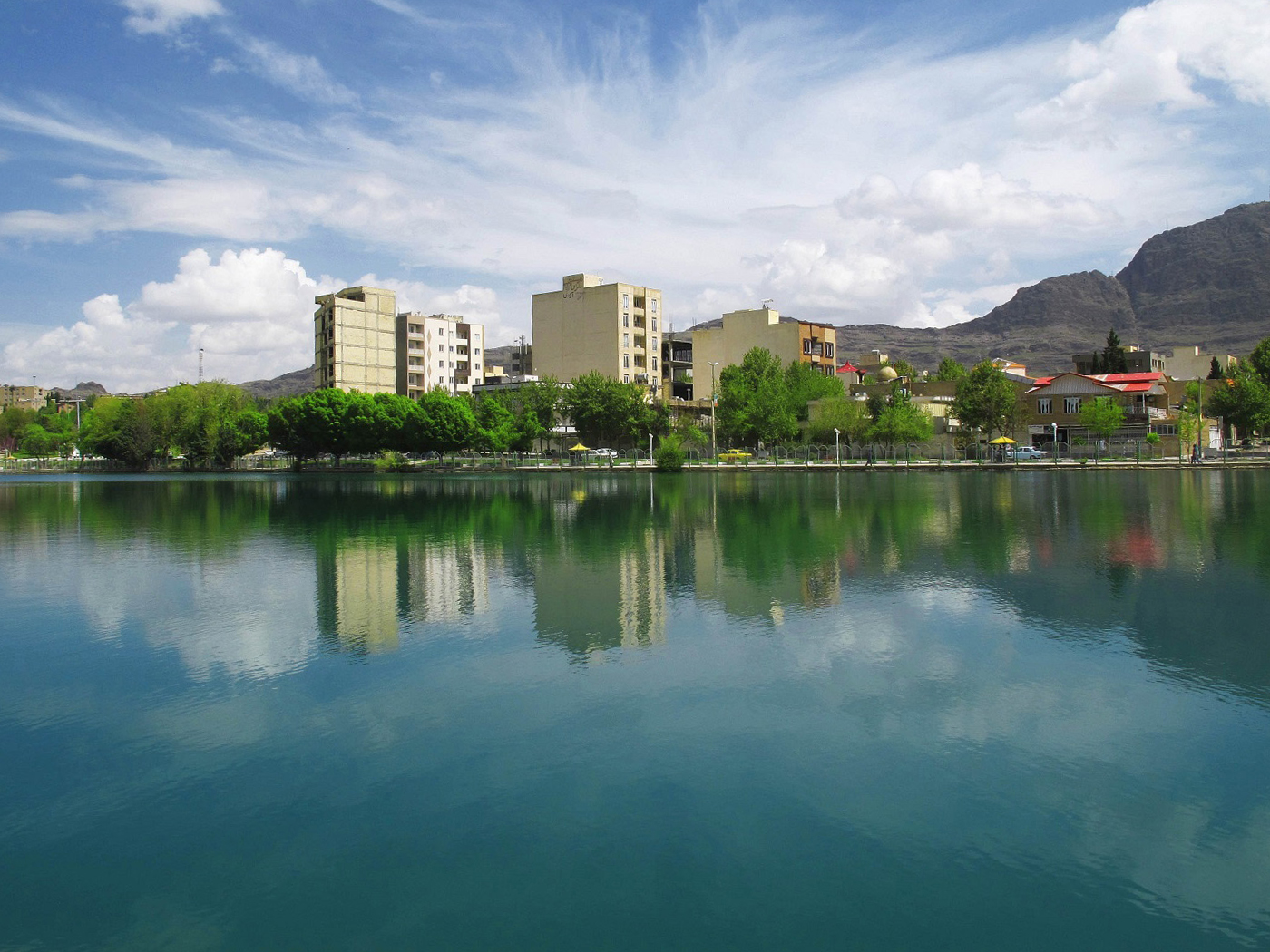
Kiu lake Khorramabad
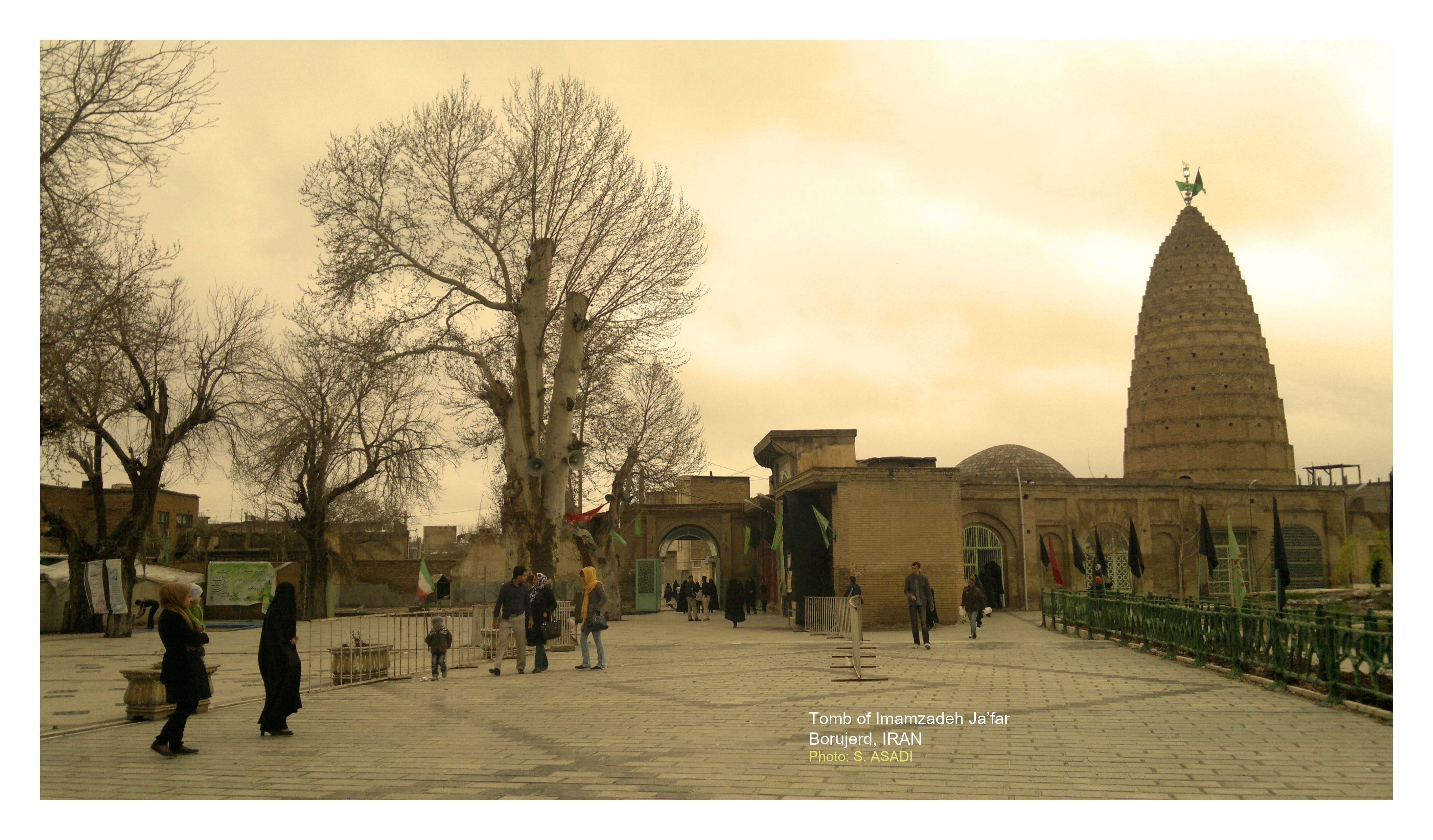
Tomb of Imamzadeh Ja'far Boroujerd
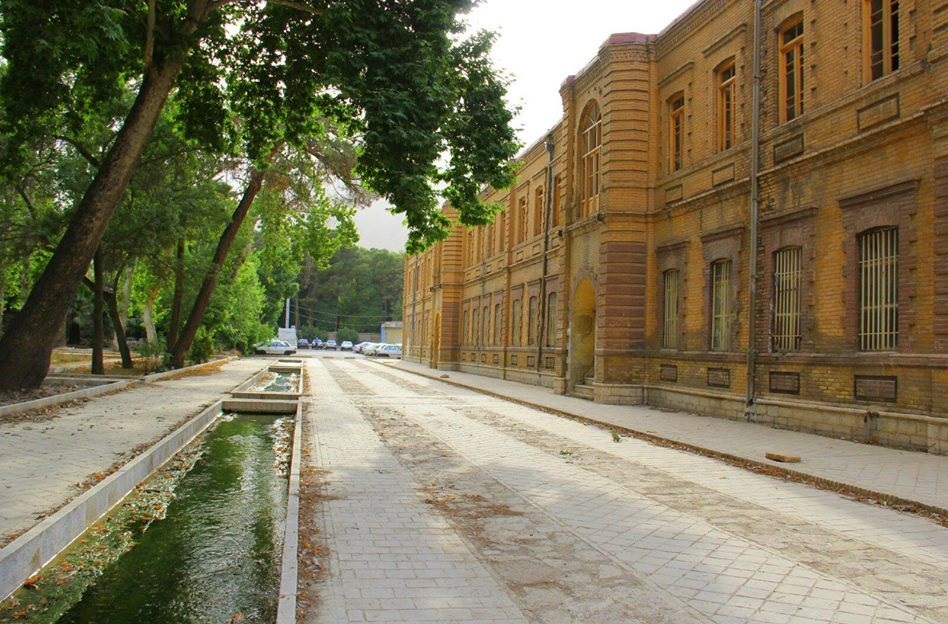
Building in Khorram abad
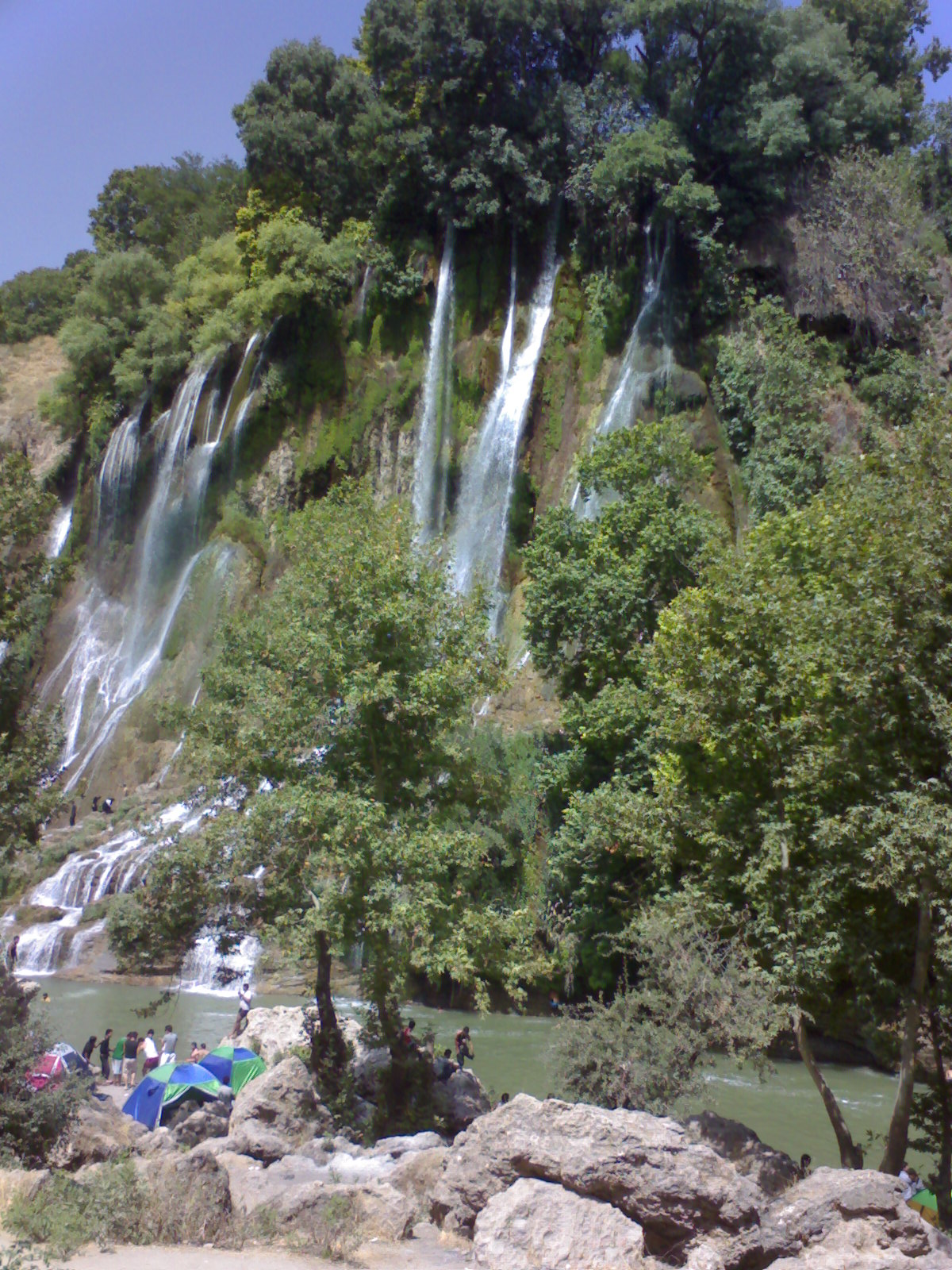
Bisheh waterfall Khorramabad county
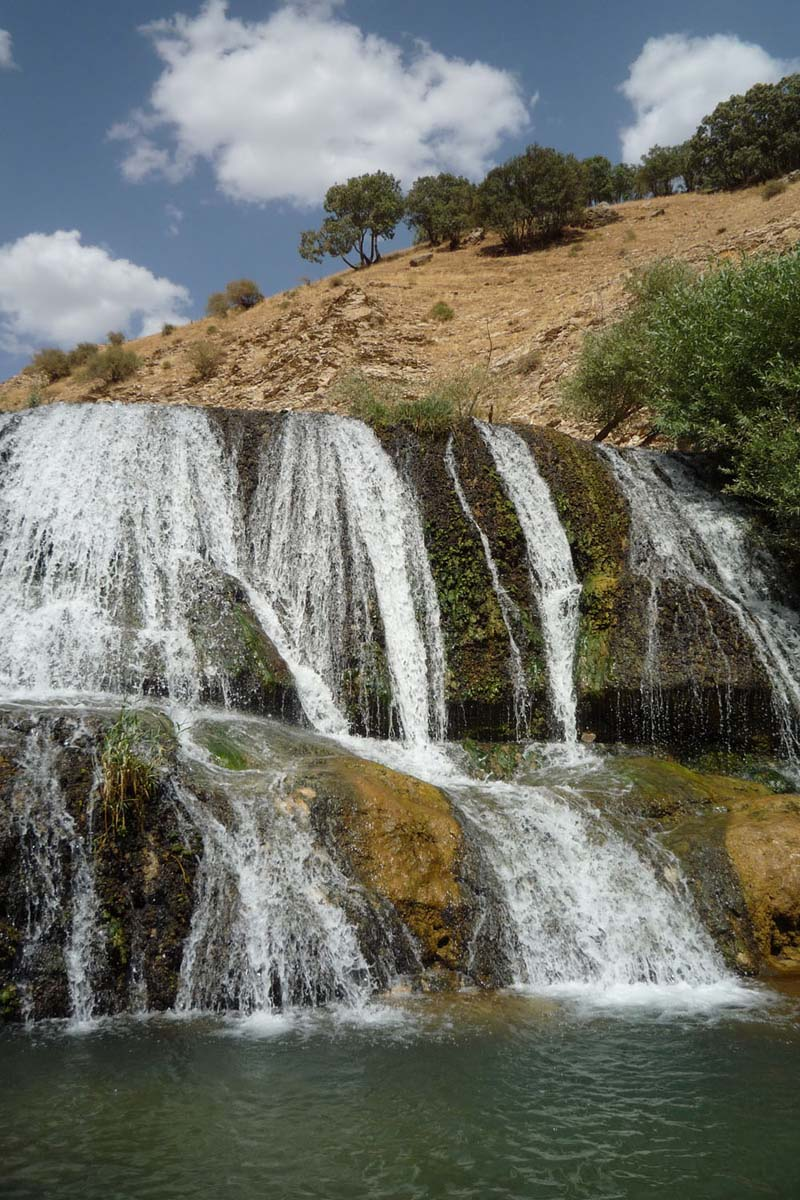
Gerit waterfall
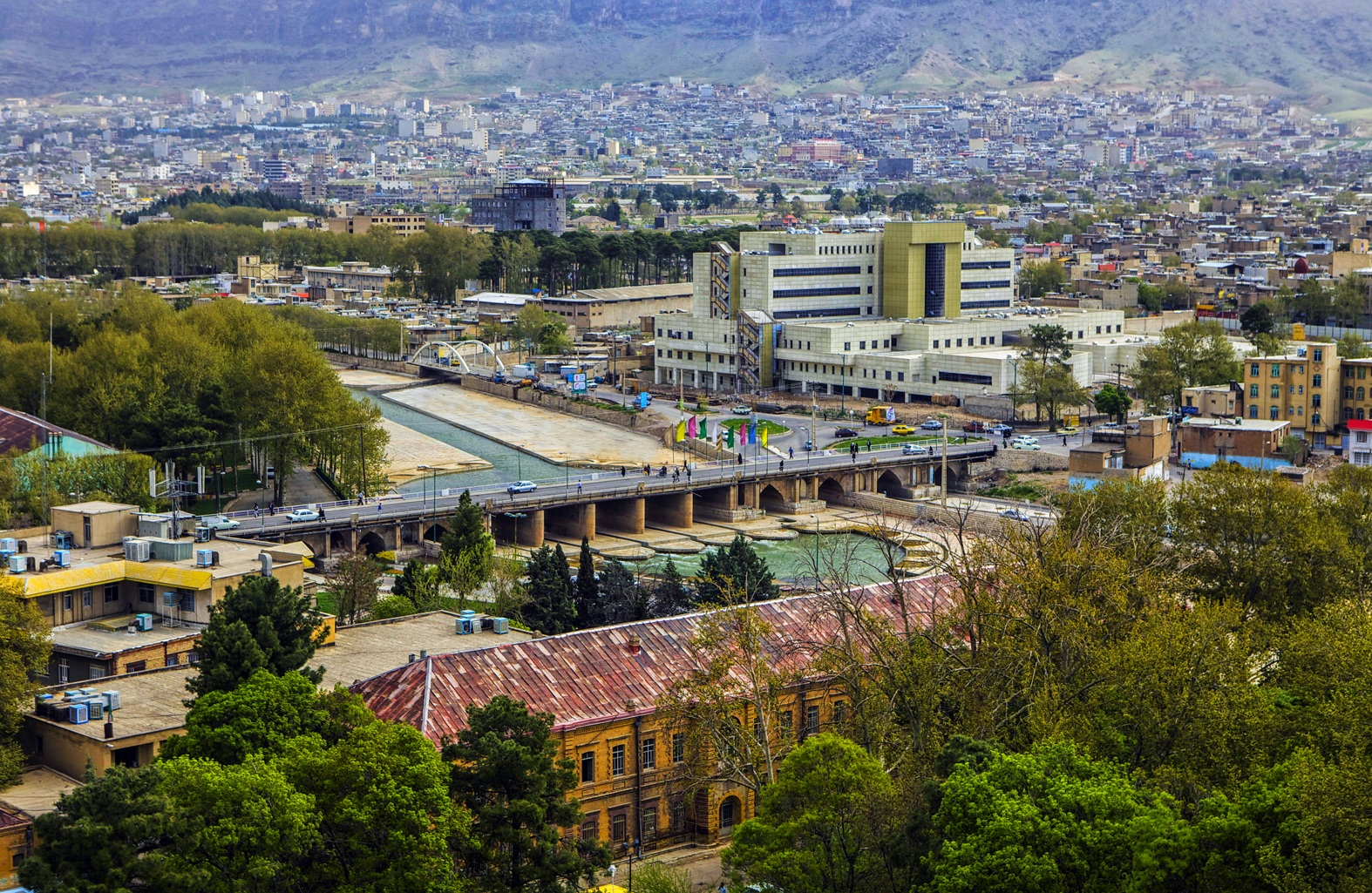
Khorramabad city Khorramabad county
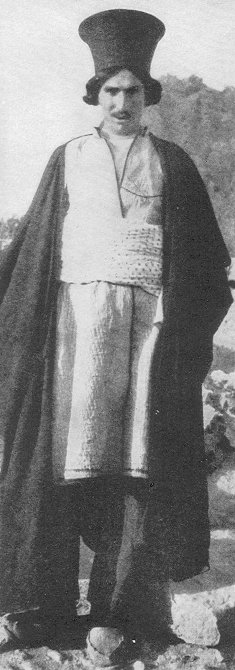
Лур у традиційному одязі, 1921
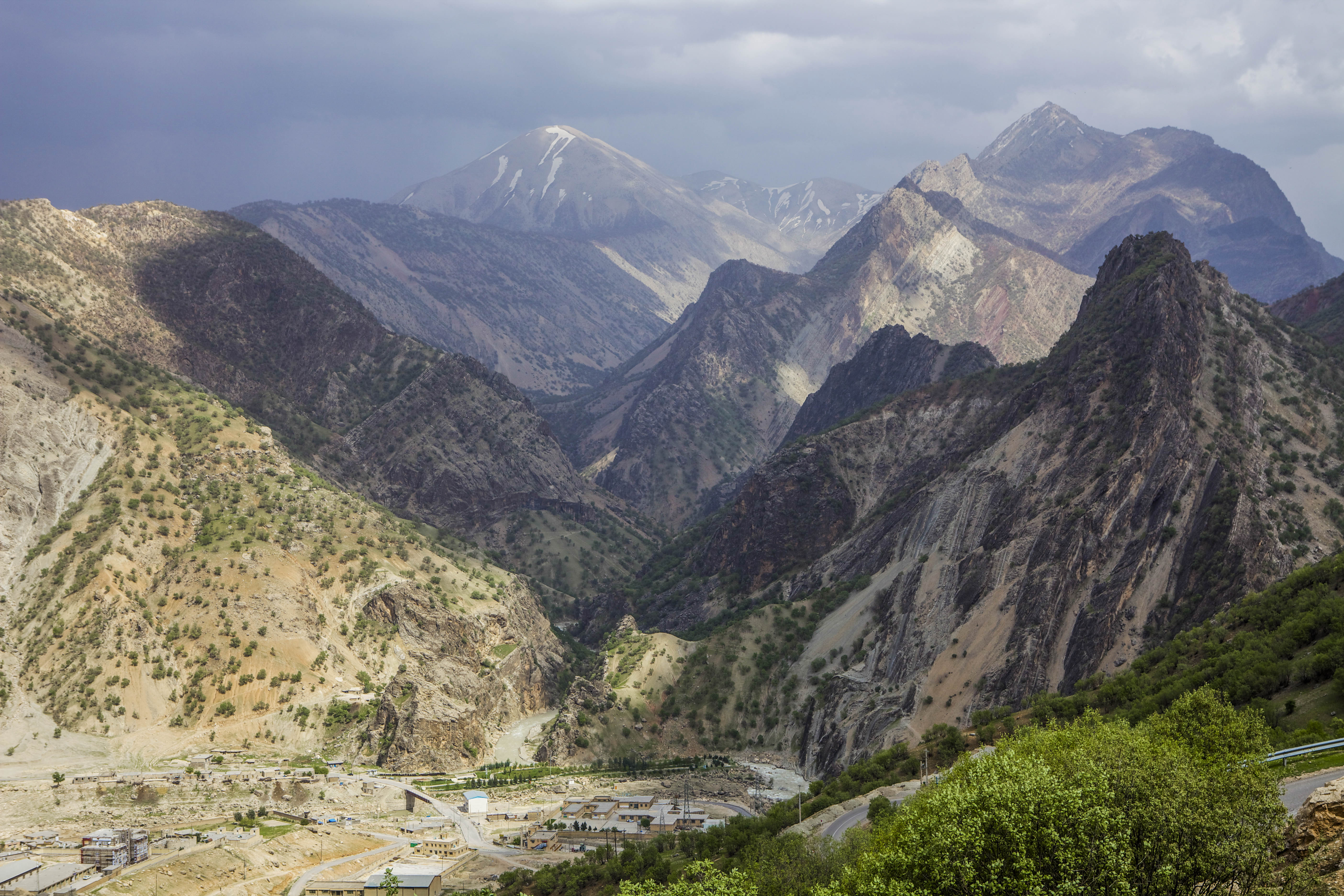
Сепіддашт
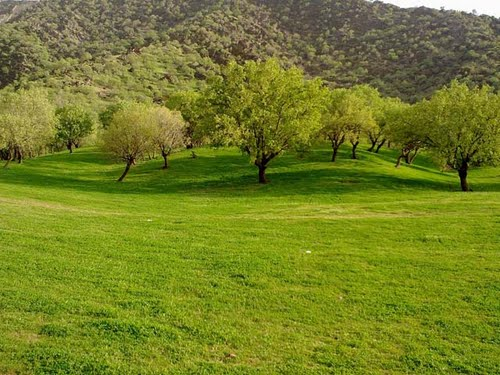
Район Даре Анаран
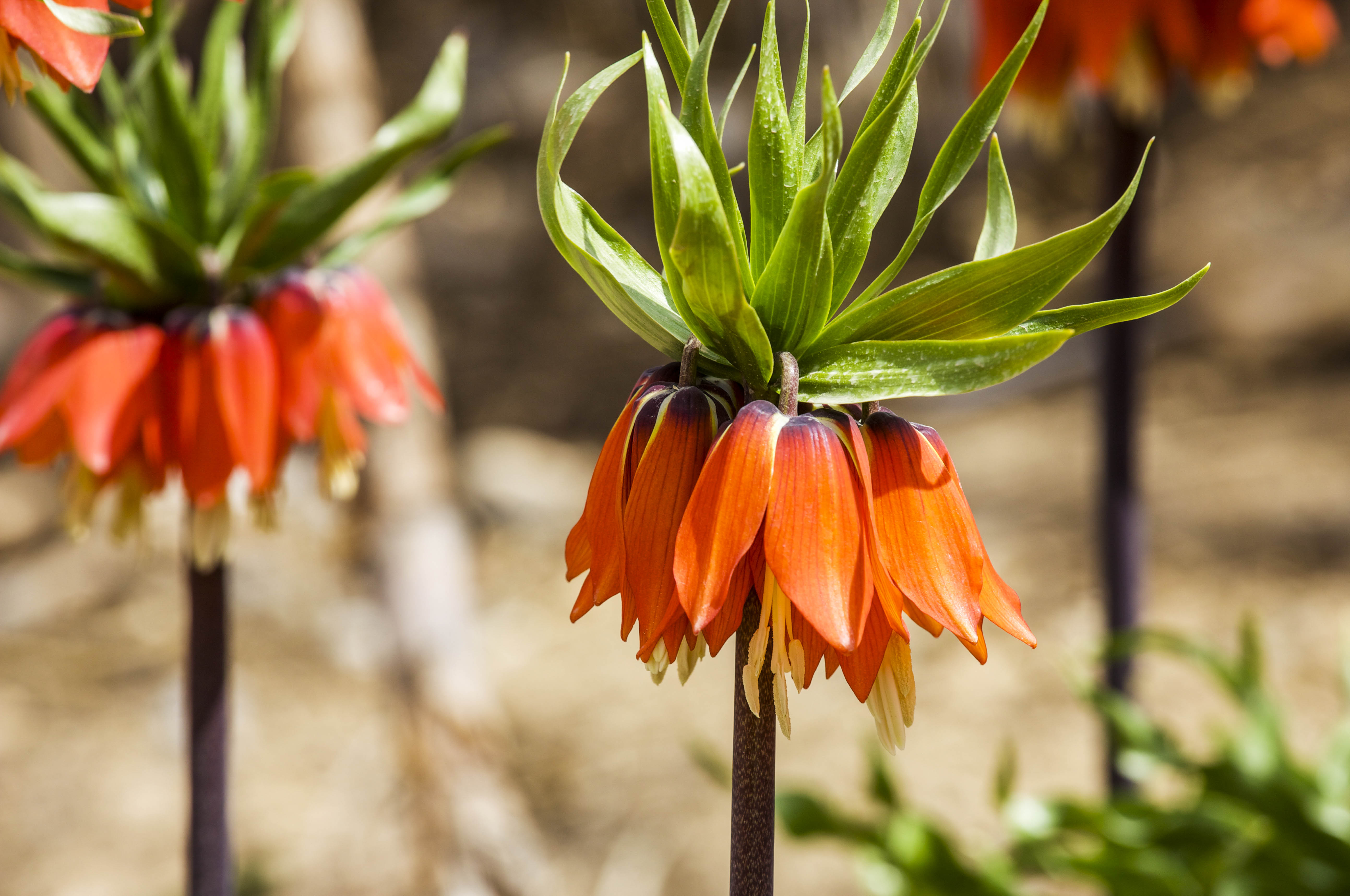
Лурестанська Фрітілларія
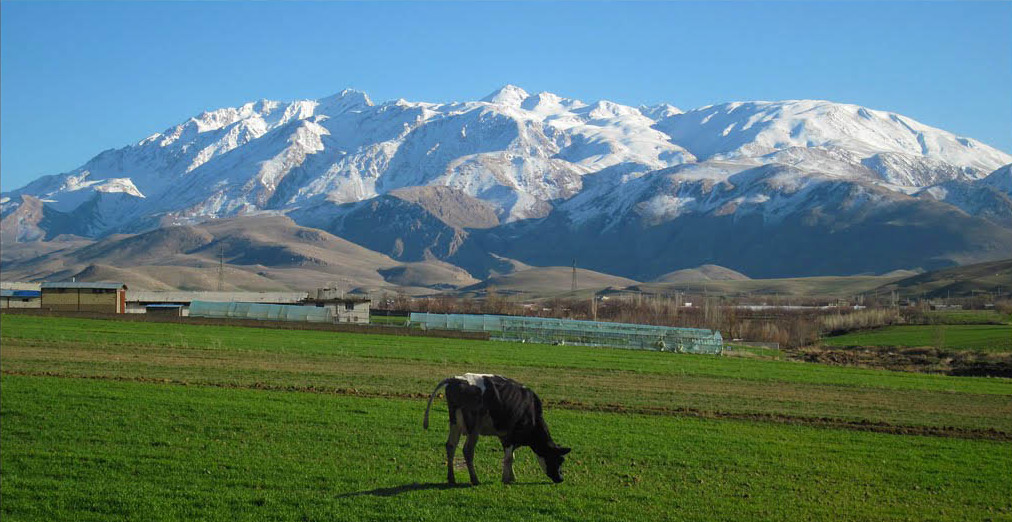
Загальний вигляд Ошторанкуху
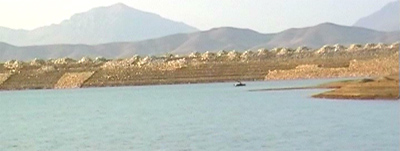
Дарібаг-Сад
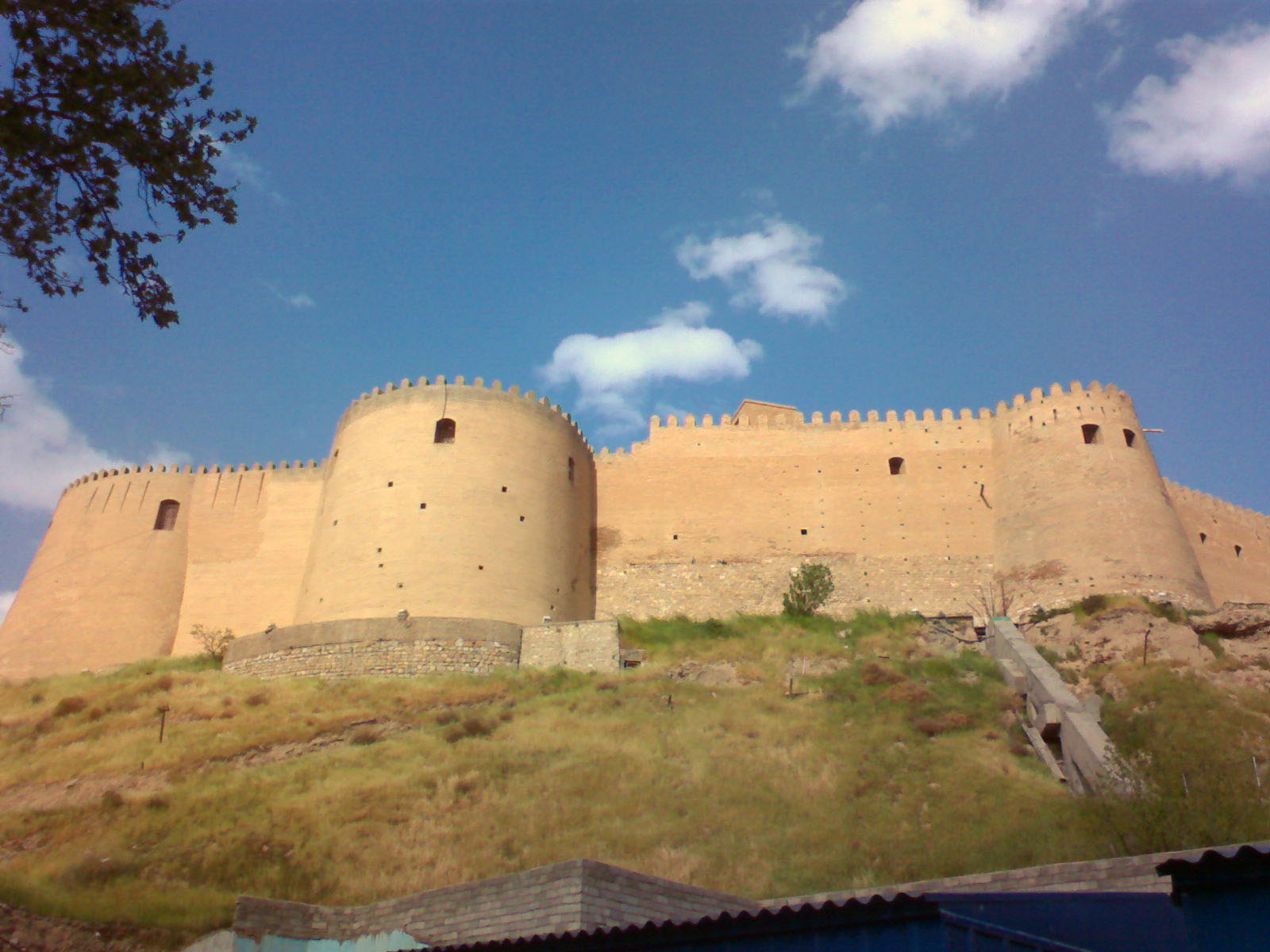
Фалак-оль-Афлак